# Eurojust
Ne doit pas être confondu avec Europol.
L'Unité de coopération judiciaire de l'Union européenne, ou Eurojust, est l'agence européenne chargée de renforcer la coopération judiciaire entre les États membres par l'adoption, au niveau européen, de mesures structurelles destinées à promouvoir une coordination optimale des actions d'enquête et de poursuites débordant le cadre d'un seul territoire national, dans le plein respect des libertés et des droits fondamentaux. Institué par une décision du Conseil de l'Union européenne du 28 février 2002, le principe de son établissement avait été ébauché lors du Conseil européen de Tampere (1999, §46). Dotée de la personnalité juridique, Eurojust faisait partie du troisième pilier de l'Union européenne, ce dernier ayant été abandonné après l'entrée en vigueur du traité de Lisbonne. Le traité d'Amsterdam (1997) avait rendu possible la création d'une institution judiciaire.

## Historique
Eurojust a été créée le 28 février 2002 par la décision 2002/187/JAI.
Son président, José Luis Lopes da Mota, est contraint de démissionner en décembre 2009, soupçonné d’avoir cherché à étouffer une affaire de corruption présumée impliquant le premier ministre portugais José Sócrates.

## Objectifs
Il poursuit les principaux objectifs suivants :
- promouvoir et améliorer la coordination de l'action menée par les autorités compétentes des États membres concernant des enquêtes et des poursuites engagées dans les États membres ;
- améliorer la coopération entre les autorités compétentes des États membres, notamment en facilitant la mise en œuvre de l'entraide judiciaire internationale et l'exécution des demandes d'extradition ;
- soutenir, par ailleurs, les autorités compétentes des États membres pour renforcer l'efficacité de leurs enquêtes et de leurs poursuites.

## Organisation

### Collège
Le Collège est le principal organe décisionnel d'Eurojust. Il se compose d'un juge ou d'un procureur de haut rang par État membre.

### Président
| Président | Président               | Pays d'origine | Début de mandat | Fin de mandat | Notes |
| --------- | ----------------------- | -------------- | --------------- | ------------- | --- |
|           | Michael Kennedy         | Royaume-Uni    |                 | Novembre 2007 | |
|           | José Luís Lopes da Mota | Portugal       | Novembre 2007   | 2009          | Il fut contraint de démissionner des suites d'accusations de corruption. |
|           | Aled Williams           | Royaume-Uni    | 1er mars 2010   | 30 avril 2012 | |
|           | Michèle Coninsx         | Belgique       | 1er mai 2012    | Novembre 2017 | Elle est élue le 17 avril 2012. Après son départ, elle rejoint par la suite le Comité de lutte contre le terrorisme des Nations unies, succédant au Français Jean-Paul Laborde. |
|           | Ladislav Hamran         | Slovaquie      | Novembre 2017   | en cours      | Il a été élu le 24 octobre 2017. |

## Sources

### Lectures approfondies
- Antoine Mégie, « L'institutionnalisation d'un pouvoir judiciaire européen incertain en quête de légitimité : l'unité de coopération Eurojust », Politique européenne, no 23,‎ mars 2007, p. 57-75 (DOI 10.3917/poeu.023.0057, lire en ligne)